# Yamen Sanders
Yamen Sanders (Detroit, Michigan, 30 de juny de 1968) és un exjugador de bàsquet nord-americà. Amb els seus 2,06 metres d'alçada jugava en la posició de pivot.

## Carrera esportiva
Va començar jugant en l'equip de la University of Southern California de la NCAA. El 1992 va fitxar pels Grand Rapids Hoops de la CBA, on va jugar fins al mes de febrer de 1995, amb la únic excepció de finals de la temporada 92-93 en que va jugar uns mesos a Turquia. El 1995 va finalitzar la temporada amb el Joventut de Badalona de la lliga ACB, entrant per Howard Wright. Les temporades següents alternaria equips de la CBA amb altres de la lliga italiana fins a la seva retirada l'any 2000.